# NGC 1316
NGC 1316 är en galax i stjärnbilden ugnen. Den är den ljusaste galaxen i Fornaxhopen. Den befinner sig i ytterkanten av hopen. Under sin historia har NGC 1316 slukat flera galaxer. NGC 1316 har vissa ovanligt små klotformiga stjärnhopar.
NGC 1316 är den fjärde starkaste radiokällan på hela himlen.